# Direitos humanos na Coreia do Norte
Múltiplas organizações internacionais de direitos humanos, incluindo a Anistia Internacional dos Estados Unidos e a Human Rights Watch em idioma inglês, acusam a Coreia do Norte de ter um dos piores registros de direitos humanos de qualquer nação. Os norte-coreanos têm sido referidos como "algumas das pessoas mais brutalizadas do mundo" pela Human Rights Watch, devido às severas restrições às suas liberdades políticas e econômicas.
Em 18 de novembro de 2014, a ONU condenou as violações dos direitos humanos na Coreia do Norte, dando um primeiro passo para julgar a Coreia por crimes contra a humanidade. A resolução foi aprovada por 111 votos a favor e 19 contra.

## Campos de concentração
Desertores norte-coreanos, como Lee Soon-ok  e Shin Dong-hyuk, testemunharam a existência de campos de concentração com uma estimativa de 150 000 a 200 000 presos (cerca de 0,85% da população), e reportaram torturas, fome, estupros, assassinatos, experimentos médicos desumanos, trabalhos, e abortos forçados. Prisioneiros políticos condenados e suas famílias são enviados para estes campos, onde são proibidos de casar-se, cultivar seu próprio alimento, e é cortada a comunicação externa.
O sistema alterou-se ligeiramente no final dos anos 1990, quando o crescimento vegetativo tornou-se muito baixo. Em muitos casos, onde a pena foi de facto, substituída por punições menos severas. O suborno tornou-se prevalente em todo o país. No entanto, muitos norte-coreanos, agora, ilegalmente, usam vestimentas de origem sul-coreana, ouvem à música deles, assistem suas fitas de vídeo e recebem suas transmissões.

## Controle sobre a expressão política e campos de trabalho
A expressão política é rigidamente controlada na Coreia do Norte. Partidários do governo que se desviam da linha do governo estão sujeitos a reeducação em seções de campos de trabalho reservadas para esse fim. Aqueles forem reabilitados com sucesso podem reassumir posições governamentais responsáveis na sua liberação.
Os problemáticos dissidentes políticos, sectaristas e inimigos de classe, que são considerados irredimíveis estão encarcerados junto com todos os membros familiares próximos[carece de fontes?] ou de crianças nascidas no campo em "Zonas de Controlo Total"[carece de fontes?] perpetuamente em trabalhos forçados. A maioria dos norte-coreanos são enviados para lá sem qualquer processo judicial. Muitos presos morrem nos campos desconhecem as acusações contra eles. Os campos de trabalho na Coreia do Norte são na verdade áreas do país reservada para esse propósito, o Campo 22 (também conhecido como Kwan-li-assim No.22 Haengyong) tem uma população de cerca de 50 mil pessoas. A maioria das pessoas morre de desnutrição, acidentes de trabalho, e durante o interrogatório. Aqueles que tentam fugir ou violar as regras do acampamento são executados ou enviados para uma prisão separada dentro da própria área. Os campos de trabalho são reservados para presos políticos; criminosos comuns encarcerados em um sistema separado. Há seis campos desse tipo na porção norte e nordeste da Coreia do Norte.

## Crises de fome
Na década de 1990, a Coreia do Norte sofreu perturbações econômicas significativas, incluindo uma série de desastres naturais, uma má gestão econômica e uma grave escassez de recursos, após o colapso do Bloco do Leste. Isto resultou em um déficit de produção de grãos de mais de 1 milhão de toneladas do que o país precisa para atender as exigências dietéticas mínimas. A fome da Coreia do Norte, conhecida como "Marcha Árdua", resultou em mortes de entre 300 000 e 800 000 norte-coreanos por ano durante uma fome de três anos, atingindo em 1997, 2 milhões de mortos, sendo "a maior estimativa possível". As mortes foram provavelmente causadas por doenças relacionadas à fome, como a pneumonia, a tuberculose, e a diarreia, ao invés da inanição.
Em 2006, a Anistia Internacional informou que um inquérito alimentar nacional realizado pelo governo norte-coreano, o Programa Alimentar Mundial, e a UNICEF, viu que 7% das crianças eram gravemente desnutridas; 37% eram cronicamente desnutridas; 23,4% eram abaixo do peso; e uma dentre três mães foram desnutridas e/ou anêmicas, como resultado do efeito prolongado da fome. A inflação causada por algumas das reformas econômicas em 2002, incluindo a política de Songun, foi citada como causa do aumento dos preços das comidas básicas.
A história da assistência japonesa à Coreia do Norte foi marcada por agitações, a partir de uma larga comunidade de norte-coreanos pro-Pyongyang no Japão para indignação pública sobre o lançamento de um míssil norte-coreano em 1998 e revelações sobre sequestros de cidadãos japoneses. Em junho de 1995, um acordo foi alcançado, em que ambos os países deveriam agir conjuntamente. A Coreia do Sul proporcionaria 150 000 t de grãos em sacos sem marcação, e o Japão proporcionaria 150 000 t gratuitamente e outros 150 000 t em condições favoráveis. Em outubro de 1995 e janeiro de 1996, a Coreia do Norte novamente se aproximou do Japão para obter assistência. Nessas duas ocasiões, as quais vieram em momentos cruciais na evolução da fome, a oposição da Coreia do Sul anulou suas promoções. Iniciando em 1997, os Estados Unidos começou a enviar ajuda alimentar à Coreia do Norte, através do Programa de Alimentar Mundial das Nações Unidas, para combater a fome. Os envios atingiram, em 1999, cerca de 700 000 t, fazendo dos Estados Unidos o maior doador externo para o país na época. Sob a administração de George W. Bush, a ajuda foi drasticamente reduzida ano após ano de 350 000 t em 2001 para 40 000 t em 2004. A administração de Bush recebeu duras críticas por usar "comida como uma arma" durante conversas sobre o programa de armamento nuclear da Coreia do Norte, porém insistiu que os critérios da Agência de Desenvolvimento Internacional (USAID) eram os mesmos para todos os países e que a situação da Coreia do Norte "melhorou significativamente desde seu colapso em meados dos anos 1990". A produção agrícola cresceu de cerca de 2,7 milhões de toneladas em 1997 para 4,2 milhões de toneladas em 2004.